# Ross Geller

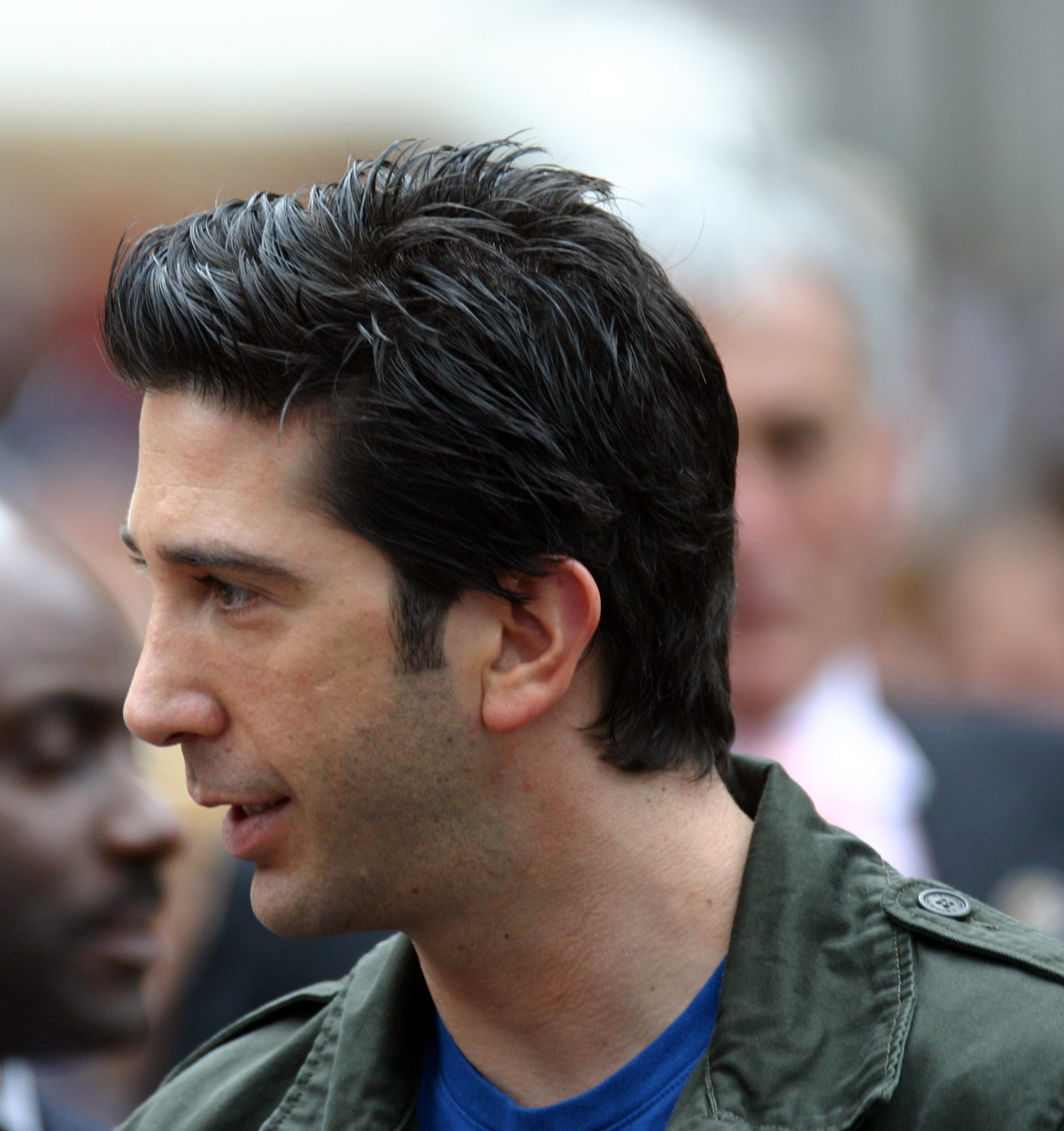
Ross Geller

Ross Geller este un personaj fictiv, din serialul Friends, creat de David Crane și Marta Kauffman. Este interpretat de David Schwimmer.
Ross este fratele mai mare al Monicăi Geller. În facultate i-a cunoscut pe Chandler Bing, cu care a format o formație de muzică și pe Carol Willick, prima sa soție. Este doctor în paleontologie și lucrează la Muzeul de Preistorie din New York. De asemenea, mai târziu, va deveni și profesor la Universitatea din New York. 
Este divorțat de trei ori și are doi copii. Prima soție, Carol Willick, prietena sa din facultate, descoperă că este lesbiană după ce rămâne însărcinată cu fiul lui, Ben. Urmează englezoaica Emily Waltham, pe care o cere în căsătorie după doar câteva săptămâni, însă la nuntă spune numele lui Rachel, fosta sa prietenă. Emily se simte umilită și cere divorțul. A treia soție este chiar Rachel Green, dragostea vieții sale. Ross era îndrăgostit de Rachel de când era în liceu. După ce a divorțat de Carol au avut o relație de cca. un an, după care s-au despărțit. După mai mulți ani, pe când erau în vacanță în Las Vegas, se îmbată amândoi și se căsătoresc. Mai târziu, în urma unei aventuri de-o noapte, Rachel rămâne însărcinată. Așa se naște cel de-al doilea copil al lui Ross, Emma. În ultimul episod cei doi încep o nouă relație, care, cel mai probabil, se sfârșește printr-o nouă căsătorie.